# Burlington Junction (Missouri)
Burlington Junction è un centro abitato (city) degli Stati Uniti d'America della contea di Nodaway nello Stato del Missouri. La popolazione era di 537 persone al censimento del 2010.

## Geografia fisica
Burlington Junction è situata a 40°26′47″N 95°03′59″W (40.446282, -95.066345).
Secondo lo United States Census Bureau, ha un'area totale di 1,11 miglia quadrate (2,87 km²).

## Società

### Evoluzione demografica
Secondo il censimento del 2010, c'erano 537 persone.

### Etnie e minoranze straniere
Secondo il censimento del 2010, la composizione etnica della città era formata dal 99,1% di bianchi, lo 0,2% di altre razze, e lo 0,7% di due o più etnie. Ispanici o latinos di qualunque razza erano lo 0,9% della popolazione.